# Superliga 2022/23 (Spanien)
Die Saison 2022/23 war die 49. Spielzeit der Superliga, der höchsten spanischen Eishockeyspielklasse. Meister wurde zum 14. Mal der CH Jaca.

## Hauptrunde

### Modus
In der höchsten spanischen Spielklasse nahmen in dieser Spielzeit sieben Mannschaften teil. Die Nordic Vikings Madrid, die im Vorjahr Fünfter geworden waren, nahmen nicht teil. In der Hauptrunde absolviert jede dieser Mannschaften insgesamt 18 Spiele. Die vier bestplatzierten Mannschaften qualifizierten sich für die Playoffs, in denen der Meister ausgespielt wurde. Ein Sieg in der regulären Spielzeit brachte einer Mannschaft drei Punkte. Ein Sieg und eine Niederlage nach Verlängerung wurden mit zwei bzw. einem Punkt vergütet. Für eine Niederlage in regulärer Spielzeit gab es keine Punkte.

### Tabelle
|    | Klub            | Sp | S  | OTS | OTN | N  | Tore   | Punkte |
| -- | --------------- | -- | -- | --- | --- | -- | ------ | ------ |
| 1. | CH Jaca         | 18 | 17 | 0   | 0   | 1  | 108:31 | 51     |
| 2. | FC Barcelona    | 18 | 14 | 0   | 0   | 4  | 119:59 | 42     |
| 3  | Majadahonda HC  | 18 | 8  | 2   | 0   | 8  | 96:82  | 28     |
| 4. | CG Puigcerdà    | 18 | 8  | 1   | 1   | 8  | 110:98 | 27     |
| 5. | CH Txuri Urdin  | 18 | 6  | 0   | 1   | 11 | 83:86  | 19     |
| 6. | CH Huarte       | 18 | 6  | 0   | 1   | 11 | 73:97  | 19     |
| 7. | Milenio Logroño | 18 | 1  | 0   | 0   | 17 | 41:170 | 3      |

Sp = Spiele, S = Siege, N = Niederlagen, OTS = Overtime-Siege, OTN = Overtime-Niederlage, SOS = Penalty-Siege, SON = Penalty-Niederlage 

## Halbfinale
- CH Jaca – CG Puigcerdà 2:0 (7:3, 6:3)
- FC Barcelona – Majadahonda HC 2:0 (5:4, 6:3)

## Finale
- CH Jaca – FC Barcelona 3:2 (6:5 n. V., 3:4, 6:3, 3:5, 3:2 n. V.)